# 南海新難波駅
南海新難波駅（なんかいしんなんばえき）は、大阪府大阪市浪速区難波中一丁目に開業予定の南海電気鉄道なにわ筋線の駅である。

## 概要
阪神高速1号環状線の高架を挟むような形で、ホーム部は地下約50 mのほどの大深度となる地下6階に単式ホーム2面2線が設けられる予定。
準備工事として、駅予定地近傍のビル数棟が解体されており、作業ヤードとなる予定。

## 歴史
- 2031年（令和13年）：開業予定。

## 隣の駅
南海電気鉄道
なにわ筋線
西本町駅 - 南海新難波駅 - 新今宮駅